# Андерсон (Индијана)
Андерсон (енгл. Anderson) град је у америчкој савезној држави Индијана.

## Демографија
По попису из 2010. године број становника је 56.129, што је 3.605 (-6,0%) становника мање него 2000. године.
| Група             | 2000.          | 2010.          |
| Белци             | 48.340 (80,9%) | 43.181 (76,9%) |
| Афроамериканци    | 8.886 (14,9%)  | 8.532 (15,2%)  |
| Азијати           | 292 (0,5%)     | 265 (0,5%)     |
| Хиспаноамериканци | 1.235 (2,1%)   | 2.719 (4,8%)   |
| Укупно            | 59.734         | 56.129         |